# Macrovipera lebetina
Macrovipera lebetina là một loài rắn trong họ Rắn lục. Loài này được Linnaeus mô tả khoa học đầu tiên năm 1758.
Loài rắn này có nhiều tên khác nhau như rắn đầu cùn, rắn Lebetine, rắn Levant, rắn Levantine, rắn lục Levantine, rắn Kufi (tiếng Ả Rập), rắn Gjurza (tiếng Nga), rắn quan tài, rắn núi, rắn Gunas (tiếng Kashmir), rắn Fina, rắn Kontonoura (tiếng Síp), rắn đuôi ngắn.

## Hình ảnh

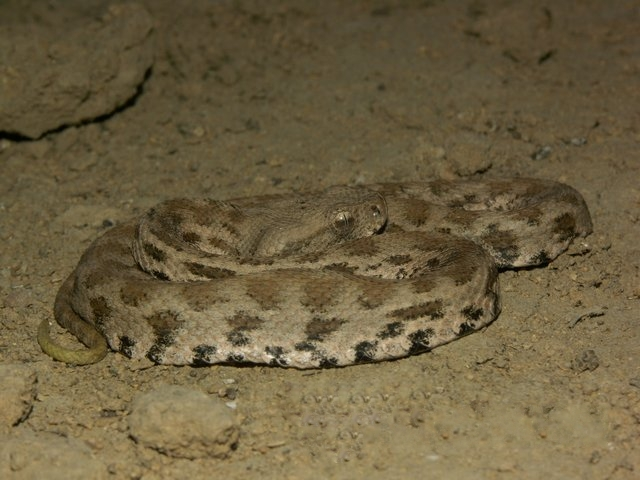
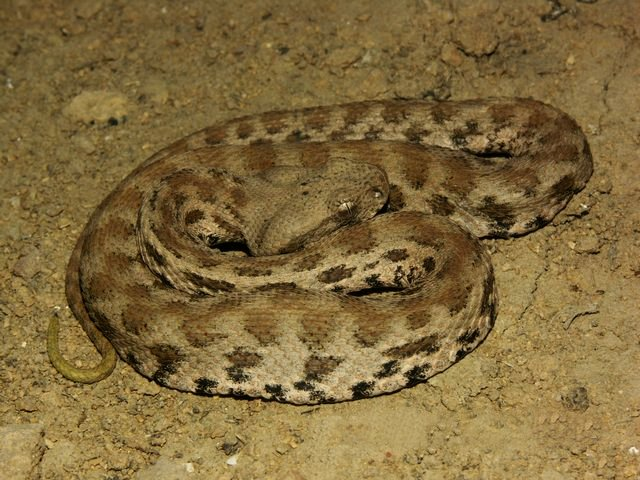
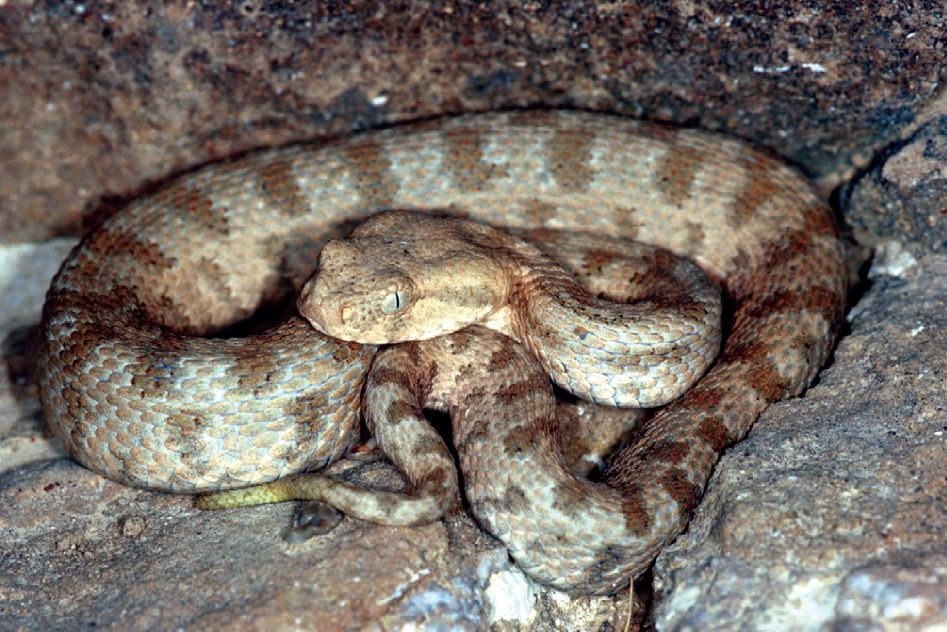
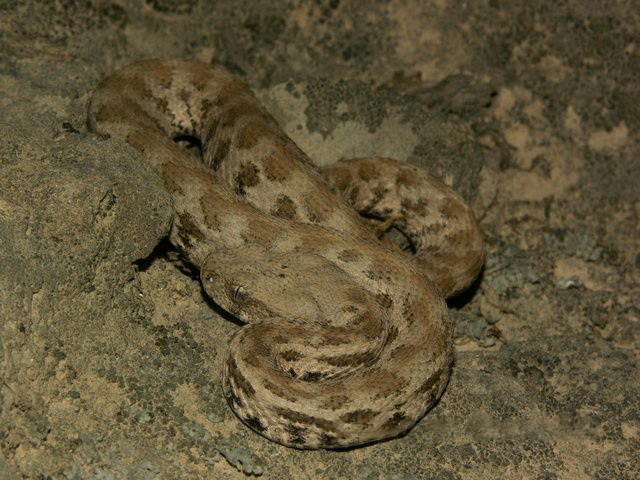
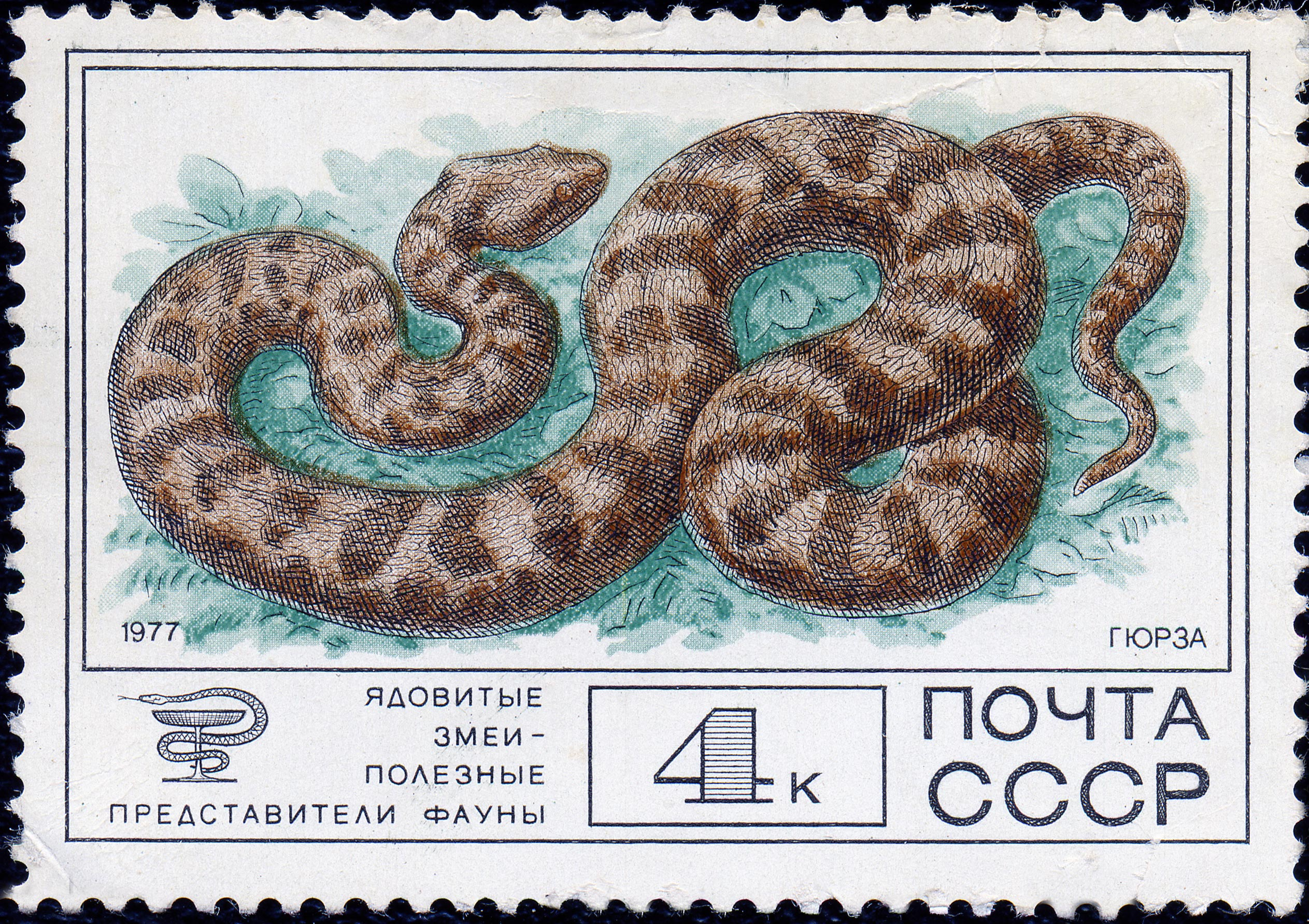
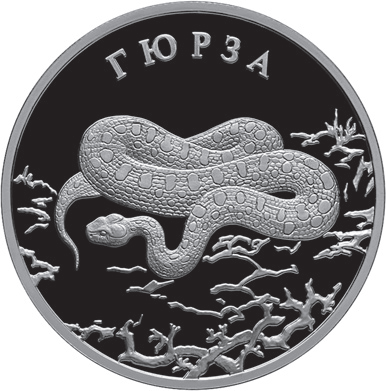